# Unsere Hagenbecks

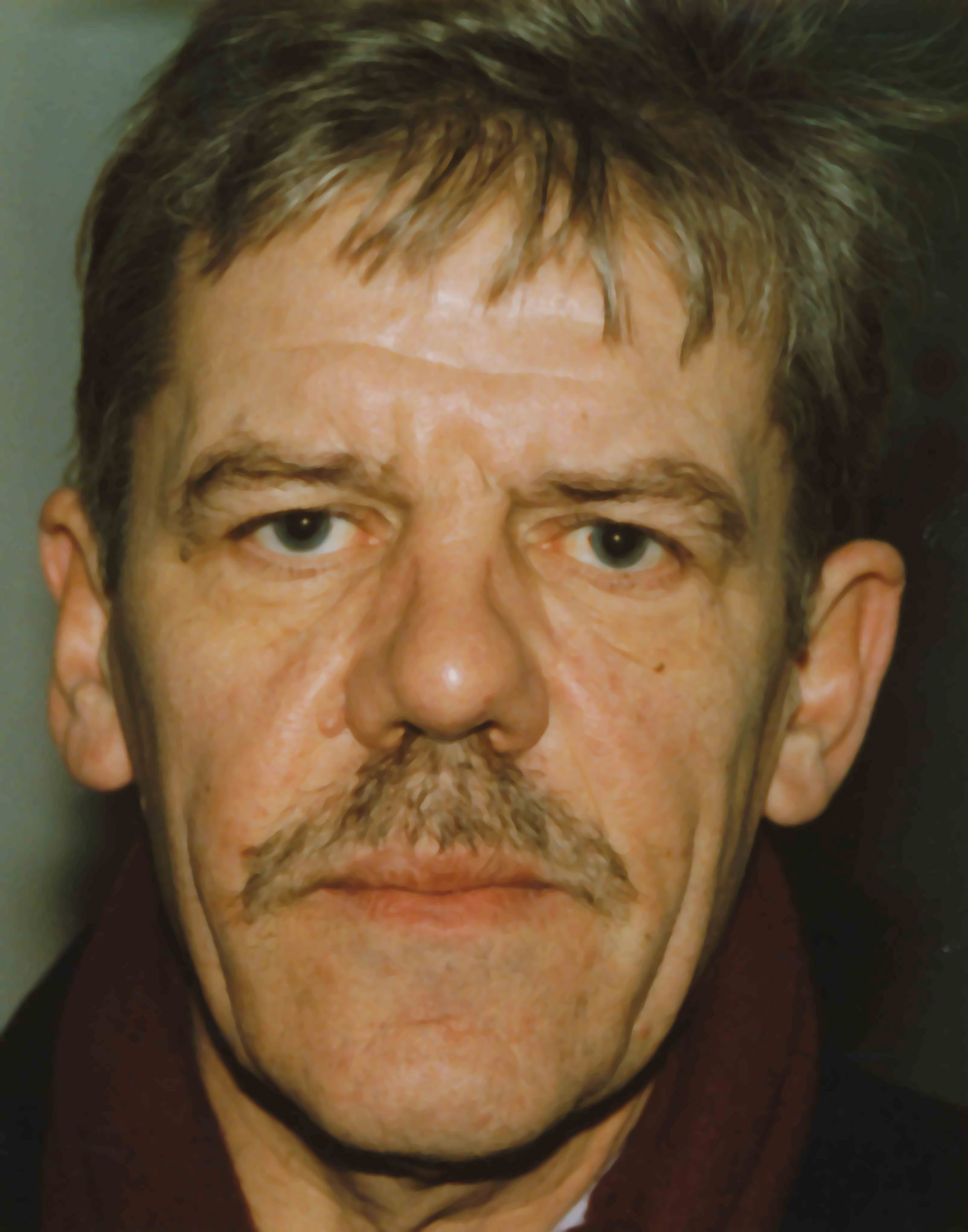
Hauptdarsteller Peter Striebeck

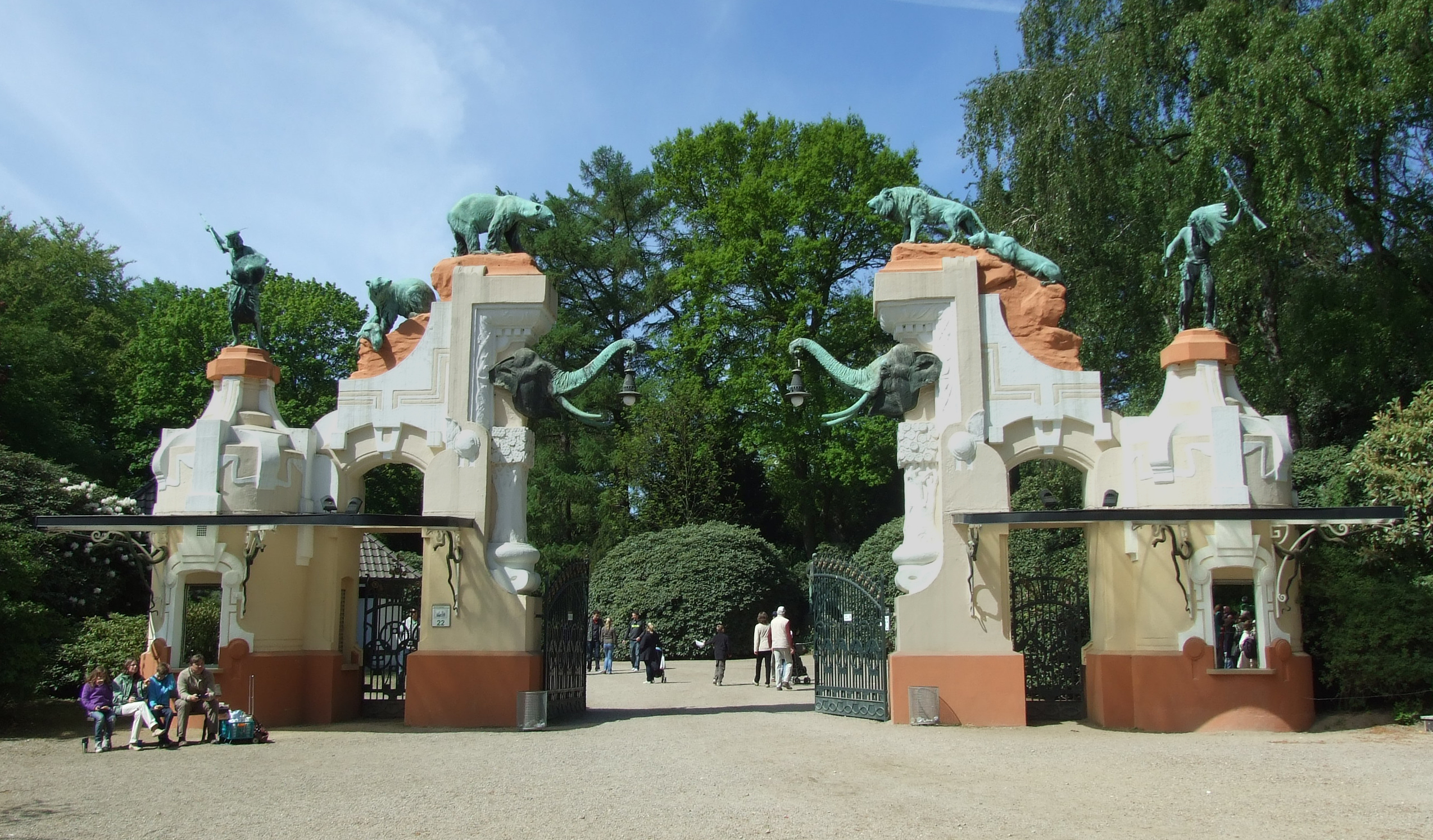
Tierpark Hagenbeck, Drehort der Serie

Unsere Hagenbecks ist eine deutsche Familienserie, die im Hamburger Tierpark Hagenbeck spielt. Von 1991 bis 1994 wurden 38 Episoden in drei Staffeln im ZDF ausgestrahlt.

## Handlung
Die (fiktive) Handlung der Serie dreht sich um die Familie Hagenbeck, die den gleichnamigen Tierpark in Hamburg führt. Direktor Christoph Hagenbeck und seine 70-jährige Mutter Martha Hagenbeck, die Seniorchefin, leiten den Zoo. Es kommt immer wieder zu Problemen, die das Überleben des Familienunternehmens bedrohen. Dazu tragen auch Christophs Geschwister Thomas und Miriam bei, die ihre eigenen Wege gehen und nicht im Sinne der Familie handeln. So überlassen sie dem Banker Straaten Unternehmensanteile, obwohl seine Pläne für Hagenbeck als Disney-Park-Verschnitt sich nicht mit den Werten des Traditionsunternehmens decken. Darüber hinaus erlebt Christoph eine private Tragödie, da seine Frau Sylvia und das lang ersehnte Baby bei einem Autounfall ums Leben kommen. Sein Stiefsohn Tobby verweigert eine Adoption, so dass er als Nachfolger nicht in Frage kommt.
Die Serie endet positiv: Christoph heiratet seine Geliebte Rebecca Holt, Miriam wird eine erfolgreiche Tierärztin im Tierpark Hagenbeck und auch Thomas engagiert sich für das Familienunternehmen und das Wohl der Zootiere. Straatens Plan, ein aus öffentlichen Geldern finanziertes Riesenaquarium zu eröffnen und so Hagenbecks Existenz zu gefährden, kann vereitelt werden.

## Produktion
Die Serie wurde im Tierpark Hagenbeck, im (Maritim) Hotel Reichshof Hamburg – hier vor allem in der Lobby-Bar/Bistro – und angemieteten Privatwohnungen in Hamburg gedreht. Regie führten Christian Görlitz, Hans-Werner Schmidt und Udo Witte. Neben Herbert Lichtenfeld, Christian Görlitz und Christoph Mattner war auch Hauptdarsteller Peter Striebeck ein Drehbuchautor der Serie. Striebeck schrieb die Drehbücher für die komplette dritte Staffel.

## Ausstrahlung
Der Pilotfilm wurde am 8. Januar 1991 zur Hauptsendezeit im ZDF gezeigt. Der Sendeplatz der Serie war danach zunächst donnerstags um 17.45 Uhr, ab der zweiten Staffel freitags um 19.25 Uhr.
Das ZDF zeigte 1996, 1999, 2002 und 2004 Wiederholungen der kompletten drei Staffeln. 2012 und 2015 lief die Serie auf ZDFkultur.

## Liste der Episoden
| Folge | Erstausstrahlung | Titel                      |
| ----- | ---------------- | -------------------------- |
| 1/1   | 08.01.1991       | 70 ist doch kein Alter     |
| 1/2   | 08.01.1991       | Familienfest               |
| 1/3   | 10.01.1991       | Affentheater               |
| 1/4   | 17.01.1991       | Schwierige Zeiten          |
| 1/5   | 24.01.1991       | Familienzwist              |
| 1/6   | 31.01.1991       | Verdacht und Intrige       |
| 1/7   | 07.02.1991       | Liebe und Tod              |
| 1/8   | 14.02.1991       | Freud' und Leid            |
| 1/9   | 21.02.1991       | Überraschende Ereignisse   |
| 1/10  | 28.02.1991       | Rivalitäten                |
| 1/11  | 07.03.1991       | Gefährdetes Glück          |
| 1/12  | 14.03.1991       | Freunde in Not             |
| 1/13  | 21.03.1991       | Der Tierpark feiert        |
| 2/1   | 10.07.1992       | Taufe                      |
| 2/2   | 17.07.1992       | Plötzlich allein           |
| 2/3   | 24.07.1992       | Flüchtige Bekanntschaft    |
| 2/4   | 31.07.1992       | Überraschung aus Shanghai  |
| 2/5   | 14.08.1992       | Ein neuer Anfang           |
| 2/6   | 21.08.1992       | Der Diebstahl              |
| 2/7   | 28.08.1992       | Zirkus um Emil             |
| 2/8   | 04.09.1992       | Pläne                      |
| 2/9   | 11.09.1992       | Die Schlagzeile            |
| 2/10  | 18.09.1992       | Umzug                      |
| 2/11  | 25.09.1992       | Alarm im Tierpark          |
| 2/12  | 02.10.1992       | Besuch aus Indien          |
| 2/13  | 09.10.1992       | Nachwuchs                  |
| 3/1   | 30.06.1994       | Jede Menge Pläne           |
| 3/2   | 14.07.1994       | Abschied                   |
| 3/3   | 21.07.1994       | Talkshow                   |
| 3/4   | 28.07.1994       | Der neue Inspektor         |
| 3/5   | 04.08.1994       | Die Rettung der Teddybären |
| 3/6   | 11.08.1994       | Nach Schottland            |
| 3/7   | 18.08.1994       | Das Leben geht weiter      |
| 3/8   | 25.08.1994       | Tatort Tierpark            |
| 3/9   | 01.09.1994       | Von Forschern und Träumern |
| 3/10  | 08.09.1994       | Zwerghippos                |
| 3/11  | 15.09.1994       | Andalusische Abenteuer     |
| 3/12  | 22.09.1994       | Ende und Anfang            |

## Kritik
„Die Mischung aus typisch seichtem Familiendrama mit Umweltthemen und schönen Bildern machte Unsere Hagenbecks Anfang der 90er erwartungsgemäß zu einer der erfolgreichsten Vorabendserien.“

## Vermarktung
2009 kam die Serie unter dem Titel Unsere Hagenbecks – Die komplette Erfolgsserie (FSK 6) in einem Set mit 10 DVDs in den Handel.